# ألكسندر أندرييف
ألكسندر أندرييف (بالإنجليزية: Alexander F. Andreev) (وُلد في 10 ديسمبر 1939 – تُوفي في 14 مارس 2023) هو فيزيائي نظري، وفيزيائي، وأستاذ جامعي من الاتحاد السوفيتي . ولد في سانت بطرسبرغ. تولى منصب نائب رئيس، الأكاديمية الروسية للعلوم (19 ديسمبر 1991–1 يونيو 2013).
وهو عضواً في الأكاديمية الروسية للعلوم، وأكاديمية العلوم في الاتحاد السوفياتي.

## التعليم
تعلم في معهد موسكو للفيزياء والتكنولوجيا